# Calypso Rose
Calypso Rose, pseudonimo di Linda McCartha Monica Sandy-Lewis (Bethel Village, 27 aprile 1940), è una cantautrice trinidadiana.
Nel corso degli anni ha composto più di 1000 canzoni e registrato più di 20 album. Considerata la "regina del calypso", è stata la prima star donna del calypso e i suoi testi affrontano spesso temi sociali come il razzismo e il sessismo. La sua influenza sul genere musicale calypso ha costretto il concorso Calypso King a cambiare il nome in Calypso Monarch. Oltre a scrivere canzoni su temi sociali, Rose è anche un'attivista e le è stato conferito il titolo di Ambasciatrice UNICEF per gli ex bambini soldato. Ha ricevuto tutti i premi disponibili per gli artisti viventi nei Caraibi.

## Biografia
Le venne dato il nome di Linda McCartha Monica Sandy-Lewis in omaggio al generale dell'esercito statunitense Douglas MacArthur. All'inizio della sua carriera musicale, la cantante adottò originariamente il nome Crusoe Kid, ma in seguito lo cambiò in Calypso Rose. Ciò accadde quando fece un provino per i gestori di una tenda calypso chiamata Young Brigade.
Figlia di un predicatore battista con origini della Guinea francese, venne osteggiata dalla famiglia nel suo sogno di diventare cantante, perché suo padre sosteneva che «il calypso appartiene al diavolo». All'età di nove anni si trasferì a casa della zia paterna che, non potendo avere figli, la prese in affido sull'isola di Trinidad, dove Calypso Rose venne presa di mira in quanto originaria di Tobago.
All'età di 18 anni venne stuprata e da allora non ebbe alcuna relazione con un uomo. In un'intervista, ha dichiarato di essere lesbica e di essere sposata con una donna dal 1995.

## Carriera
La zia materna ebbe una grande influenza su di lei, in quanto possedeva molti dischi calypso e le lasciava la libertà di espressione che le era mancata nella casa natale.
Calypso Rose iniziò a cantare nelle tende calypso negli anni '50 all'età di 15 anni, nonostante le critiche dei suoi critici più severi. Suo grande sostenitore fu Lord Kitchener, il primo a riconoscerla come compositrice che la prese per esibirsi nella propria tenda dal 1963 al 1965. Conosceva Lord Kitchener dall'età di 9 anni ed era noto per la sua influenza su molti giovani cantanti calypso. Riuscì a farsi conoscere nell'ambiente del calypso, prevalente maschile, grazie al brano Abide With Me, incentrato sull'uragano Florence che colpì Tobago e Grenada nel 1964.
Nel 1966 venne pubblicata Fire in Meh Wire che ebbe un ottimo successo internazionale e fu la prima canzone calypso ad essere eseguita per due anni di fila al Carnevale di Trinidad.
Verso la metà degli anni '70 Rose si trasferì nel Queens, a New York, registrando album per le etichette calypso Brooklyn Straker's Records e Charlie's Records. La canzone che le permise di vincere il Road March del 1977, Tempo, è stata scritta mentre viaggiava nella metropolitana di New York.
Nel 1978 divenne la prima donna a vincere il Calypso King, che cambiò in Calypso Monarch a causa della riuscita integrazione delle donne in una competizione storicamente dominata dagli uomini.
Nel 1979 Calypso Rose si esibì in un concerto organizzato dalla Colombia's Caribbean Students' Association e fu in seguito recensita da Robert Palmer del New York Times. Palmer racconta quanto fosse potente come artista, includendo una citazione del maestro di cerimonia della serata: «le persone che non si fidano dei politici ascolteranno il commento di buon senso di una celebre cantante calypso e cantautrice come Calypso Rose».
Rose ha collaborato con molti artisti. Nel 1967, Rose e Bob Marley si esibirono insieme al Grand Ballroom di New York e in seguito si esibirono di nuovo insieme a Miami. Il rapporto di Rose con Marley era molto stretto; lei lo definì un'ispirazione.
Il suo album Far From Home vede la collaborazione del cantante franco-spagnolo Manu Chao in tre brani. I due si sono conosciuti quando il suo manager, il signor Jean Michael, invitò Chao alla stagione del Carnevale nel 2015; lì, lei gli ha dato una copia anticipata dell'album che lui ha in seguito mixato e a cui ha aggiunto la propria voce.
La musica di Calypso Rose, nota per il suo messaggio politico e di giustizia sociale, ha avuto un impatto significativo. La canzone No Madam, sulla pratica dello sfruttamento del lavoro nei Caraibi, ha spinto il governo di Trinidad e Tobago a promulgare il salario minimo per i dipendenti pubblici.
In un'intervista, Rose ha detto che i suoi due momenti di maggior orgoglio nella vita sono stati quando è stata nominata Calypso Monarch e quando ha vinto il premio francese Victoires de la Musique nel 2017 grazie all'album Far From Home.
Nel 2019 si è esibita al Coachella, segnando la prima volta che un artista calypso ha suonato un set completo al festival e diventando, a 78 anni, l'artista più anziana esibitasi al festival.

## Riconoscimenti
- 1983 – Top Female Calypsonian dal Smithsonian Institution, Washington D.C.[23][24]
- Les Victoires de la Musique
  - 2017 – Album World Music dell'anno per Far From Home[25][26]